# امیلی پرکینز
امیلی پرکینز (انگلیسی: Emily Perkins؛ زاده ۴ مهٔ ۱۹۷۷) یک هنرپیشه است. وی از سال ۱۹۸۹ میلادی تاکنون مشغول فعالیت بوده‌است.
از فیلم‌ها یا برنامه‌های تلویزیونی که وی در آن نقش داشته است می‌توان به این دختر همان مرد است، بی‌خوابی و زنجبیل ضربه محکم و ناگهانی اشاره کرد.